# Inondations de 2022 à Antananarivo
 (janvier 2022).
Les inondations de 2022 à Antananarivo sont une série d'inondations survenues le 18 janvier 2022 dans le nord de Madagascar, notamment à Antananarivo, ayant fait dix morts et laissant des centaines de sans-abri,. Les inondations ont été causées par de fortes précipitations, avec plus de 100 mm d'eau tombés dans la nuit du 17 au 18 janvier. Lovandrainy Ratovoharisoa, un prévisionniste de la Direction générale de la météorologie, a déclaré à l'AFP qu'un cyclone devrait frapper la côte est de Madagascar, faisant partie de la saison cyclonique 2021-22 du sud-ouest de l'océan Indien.